# ノザワ
株式会社ノザワ（英: NOZAWA CORPORATION）は、兵庫県神戸市中央区に本社を置く、建築材料メーカー。ビルの外壁材に使用される押出成形セメント板「アスロック」を中心に製造している。創業は1897年（明治30年）。

## 概要
初代社長の野澤幸三郎が、1897年（明治30年）に野澤幸三郎商店を設立し、染色のための洋藍染料などをの輸入を開始。その後、1906年（明治39年）に旧神戸居留地の一画で外国産スレート板（ファイブロ・セメント）を発見して輸入を開始。1913年（大正2年）に製造業への転換を図って以来、セメント建材に注力する。

## 沿革
- 1897年（明治30年）8月17日 - 初代・野澤幸三郎が神戸市に野澤幸三郎商店を設立。洋藍その他の輸入を始める。
- 1913年（大正2年）9月28日 - スレート板の国産化を図り、日本石綿盤製造株式会社を設立。
- 1933年（昭和8年）8月 - 原料のセメントを自給するため、昭和セメント株式会社を設立。
- 1938年（昭和13年） - 北海道での石綿採掘を目的として北海道石綿開発株式会社を設立。後に野沢鉱山が開発される（その後、ノザワに合併）。
- 1939年（昭和14年）5月 - 昭和セメントを吸収合併。
- 1943年（昭和18年）2月 - 初代・野澤幸三郎が逝去。専務取締役・野澤卓一が二代目・野澤幸三郎を襲名、取締役社長に就任。
- 1944年（昭和19年）10月 - 野澤石綿興業株式会社に社名変更。
- 1949年（昭和24年）4月 - 野澤石綿セメント株式会社に社名変更。
- 1949年（昭和24年）5月 - 大阪証券取引所に上場。
- 1957年（昭和32年）3月 - ノザワトレーディング株式会社を設立。
- 1965年（昭和40年）1月 - セメント部門を分離し、滋賀興産株式会社を設立。同社は1966年（昭和41年）に住友セメントに合併。
- 1967年（昭和42年）5月 - 野澤幸三郎が取締役会長に就任。副社長・野澤太一郎が取締役社長に就任。
- 1969年（昭和44年）10月 - ノザワ興産株式会社を設立。
- 1969年（昭和44年）12月 - 株式会社ノザワに商号変更。
- 1970年（昭和45年）6月 - ノザワ商事株式会社を設立。
- 1989年（平成元年）5月 - 本社社屋「旧居留地十五番館」が国の重要文化財に指定される。
- 1990年（平成2年）7月 - 新本社ビル「十五番館新館」竣工。
- 1995年（平成7年）6月 - 取締役社長・野澤太一郎が退任。副社長・野澤源二郎が取締役社長に就任。
- 1999年（平成11年）3月 - ノザワトレーディングが解散。販売・施工部門をノザワ商事株式会社へ移行。
- 1999年（平成11年）9月 - 東京本社を神戸本社に統合。
- 2001年（平成13年）4月 - 取締役社長・野澤源二郎が社長を退任。専務取締役・野澤俊也が取締役社長に就任。
- 2005年（平成17年）3月 - ノザワ商事株式会社解散。株式会社六甲スレートが株式会社ノザワ商事に商号変更し、ノザワ商事株式会社の事業を継承。
- 2013年（平成25年）7月 - 大阪証券取引所と東京証券取引所の現物株市場統合に伴い、東京証券取引所第2部に上場。
- 2022年（令和4年）4月 - 東京証券取引所の市場区分の見直しにより市場第二部からスタンダード市場へ移行。

## 事業所
- 本社 - 兵庫県神戸市中央区
- 技術研究所 - 埼玉県深谷市
- 埼玉工場 - 埼玉県比企郡吉見町
- 播州工場 - 兵庫県加古郡播磨町
- 高砂工場 - 兵庫県高砂市
- フラノ事業所 - 北海道富良野市